# Edward Bellingham
Sir Edward Bellingham (né en 1506 - mort en 1549), est un Lord Deputy d'Irlande.

## Biographie
Il naît d'Edward Bellingham d'Erringham (Sussex), et de Jane Shelley. Après la mort de son père en 1511, lui et son frère deviennent pupilles du duc de Norfolk. 

### Aventures militaires
Il sert avec Thomas Seymour au siège de Pest et Buda avant la défaite des forces hongroises par l’Empire ottoman. 
Il combat ensuite les français dans les Pays-Bas, avant d'être capturé; il est présent au Siège de Boulogne (1544). 
Son acte de bravoure est la défense de l'Île de Wight contre la tentative d'invasion française en 1545.

### Carrière politique
Après la mort d'Henry VIII, il devient membre du parlement et du Conseil privé sous Édouard VI ; en 1547 il participe à quelques opérations militaires en Irlande, au cours desquelles il pourrait avoir reconstruit le château de Leighlinbridge dans le Comté de Carlow. En mai 1548 il est envoyé en Irlande comme Lord Deputy. Malgré la situation troublée, il réussit à écraser la rébellion des O'Connors à Leinster, à libérer le Pale de la pression des rebelles, et par la construction de forts, fit respecter le pouvoir anglais dans le Munster et le Connaught.
Son mandat fut couronné de succès, mais relativement court : rappelé en 1549, il meurt de maladie peu après, semble-t-il sans laisser d'enfants.